# Versterkingsfactor
De versterkingsfactor is het quotiënt van de spanning aan de uitgang van een versterkertrap of -element, en de spanning aan de ingang ervan. Wanneer de absolute waarde van de versterkingsfactor groter is dan 1, versterkt de schakeling de ingangsspanning; bij een absolute waarde kleiner dan 1 verzwakt de schakeling deze. Een negatieve waarde van de versterkingsfactor betekent dat het uitgangssignaal in tegenfase is met het ingangssignaal.
De versterkingsfactor is dimensieloos.
In formules wordt de versterkingsfactor aangeduid met de letter A.